# Jonathan Golindano
Jonathan Golindano (* 1. April 1989 in Monagas) ist ein venezolanischer Beachvolleyballspieler.

## Karriere
Golindano spielte 2013 beim Grand Slam der FIVB World Tour in Shanghai mit Fernando Ramos. Anschließend spielte er 2013 und 2014 mit wechselnden Partnern auf der kontinentalen Tour. Bei den Paraná Open der World Tour 2014 wurde er mit Carlos Rangel („Charly“) Neunter. Das Duo spielte dann noch ein CSV-Turnier in Ecuador.
2015 absolvierte Golindano ein kontinentales Turnier in Venezuela mit Vicente Salasar, ehe er bei den Xiamen Open der World Tour 2015 mit Rolando Peter Hernandez den 17. Platz erreichte. Golindano/Peter spielten dann auch noch die Open-Turniere in Puerto Vallarta, Antalya und Katar, ohne vordere Platzierungen zu erzielen. 2016 wurden sie bei den CSV-Turnieren in Coquimbo und Ancón jeweils Fünfte. Die Maceió Open beendeten sie auf dem 25. Platz. Weitere CSV-Turniere spielte Golindano mit Ronald Daniel Fayola Furtado und gewann dabei in Santa Cruz.
2017 spielte Golindano wieder mit Charly. In der CSV-Serie wurden Charly/Golindano Vierte in Rosario sowie Fünfte in Maringá und gewannen das Turnier in San Fernando de Apure. Über die CSV-Vorentscheidung qualifizierten sie sich für die Weltmeisterschaft in Wien. Dort verloren sie ihre drei Vorrundenspiele, unter anderem gegen das deutsche Duo Böckermann/Flüggen, und schieden als Gruppenletzte aus.